# Ghetto (album)
Ghetto – trzeci album studyjny zespołu Sweet Noise, będący anglojęzyczną wersją płyty Getto, wydany na rynku europejskim 24 marca 1997 roku.

## Lista utworów
Źródło.
| Nr  | Tytuł utworu                                                                                   | Długość |
| --- | ---------------------------------------------------------------------------------------------- | ------- |
| 1.  | „9/1” (gościnnie: Natalia Kukulska)                                                            | 4:00    |
| 2.  | „Name”                                                                                         | 4:58    |
| 3.  | „Stone”                                                                                        | 5:53    |
| 4.  | „Ghetto”                                                                                       | 3:03    |
| 5.  | „Words” (gościnnie: Wojtek Kaczmarek)                                                          | 4:46    |
| 6.  | „Vision Thing” (cover The Sisters of Mercy; gościnnie: Anja Orthodox)                          | 4:25    |
| 7.  | „Shock”                                                                                        | 3:40    |
| 8.  | „Higher”                                                                                       | 3:43    |
| 9.  | „Life”                                                                                         | 4:33    |
| 10. | „Believe”                                                                                      | 3:47    |
| 11. | „How Many More”                                                                                | 3:29    |
| 12. | „Down” (gościnnie: Piotr Wiwczarek, Krzysztof Raczkowski, Jarosław Łabieniec, Leszek Rakowski) | 7:09    |
|     |                                                                                                | 53:26   |

## Twórcy
- Piotr "Glaca" Mohamed – wokal prowadzący
- Tomasz "Magic" Osiński – gitara elektryczna, gitara akustyczna, wokal wspierający
- Grzegorz "Bigozz" Bigosiński – gitara elektryczna
- Tomasz "Letki" Letkiewicz – gitara basowa
- Tomasz "Balbina" Maćkowiak – perkusja
- Andrzej Puczyński – produkcja muzyczna
- Andrzej Karp – miksowanie, produkcja muzyczna
- Julita Emanuiłow – mastering
- Maciej Mańkowski – okładka